# Гольдшмидт, Мейр Арон
Мейр Арон Гольдшмидт, Меир Аарон Гольдшмидт (дат. Meïr Aaron Goldschmidt; 26 октября 1819, Вордингборг — 15 августа 1887, Копенгаген) — датский беллетрист, драматург и либеральный журналист, бытописатель датского еврейства.

## Биография
Мейр Арон Гольдшмидт родился в еврейской семье, сын купца. Из-за недоброжелательного отношения к нему как к еврею оставил учёбу в Копенгагенском университете.
Издавал и редактировал в Копенгагене оппозиционные общественно-сатирические журналы «Корсар» («Korsar», 1840—1846), «Nord og Sud» (1847—1859). В «Корсаре» были опубликованы несколько карикатур на Кьеркегора, с которым Гольдшмидт был знаком лично. Встречам с Кьеркегором Гольдшмидт уделил место в своих мемуарах «Жизнь — воспоминания и итоги» (1876). Впоследствии Гольдшмидт отошёл от своих либеральных позиций.

## Творчество
Автор целого ряда романов, повестей и рассказов — роман «Еврей» (En Jøde, 1845), «Без родины» (Hjemløs, 1853—1857), «Наследник» (1865), «Ворон» (1867), «Рабби Элиэзер» (1869), «Раввины и рыцари» (1869), «Авромче Нотергал» (1871). Перечисленные произведения посвящены еврейской тематике и пользовались особенной популярностью; в них защищалась идея эмансипации евреев.
Автор сборников «Мелкие рассказы» (1868—1869) и «Рассказы и зарисовки» (т. 1-3, 1863—1865), пьес «В другом мире» (1869) и «Юность Сведенборга» (1862).

### Роман «Еврей»
Наиболее значительное в художественном отношении произведение Гольдшмидта — роман «Еврей». В нём разрабатывается проблема ассимиляции еврейской интеллигенции, терпящей на каждом шагу унижения со стороны «христианского» общества; последнее всячески препятствует слиянию еврейской интеллигенции с окружающей средой, резко подчёркивая национальные различия, обусловленные «фатальным» происхождением и традиционным воспитанием.
Таким образом, еврейский интеллигент попадает в трагический тупик: он стремится выйти за пределы национального, но его заставляют чувствовать себя евреем, в то время как он сам сознательно уже приобщился к господствующей культуре.
Проблема эта трактуется в романе исключительно в психологическом плане: центр тяжести для Гольдшмита — не в комплексе сложных социальных взаимоотношений классов разных национальностей, а в расовом и религиозном отличии этих национальностей друг от друга, которое стало фетишем у враждующих сторон.
Роман лишён какой бы то ни было социальной установки; в нём Гольдшмидт — лишь выразитель идеологии еврейской интеллигенции, стремящейся к ассимиляции.

## Переводы
Роман «Еврей» был переведён на иврит, идиш, русский (перевод М. П. Благовещенской, Гиз, П., 1919) и другие языки.
На русский язык были переведены также его «Рассказы о любви» (М., 1889).